# Symphyodon yuennanensis
Symphyodon yuennanensis là một loài rêu trong họ Daltoniaceae. Loài này được Broth. mô tả khoa học đầu tiên năm 1929.